# Международный аэропорт имени Хосеа Кутако

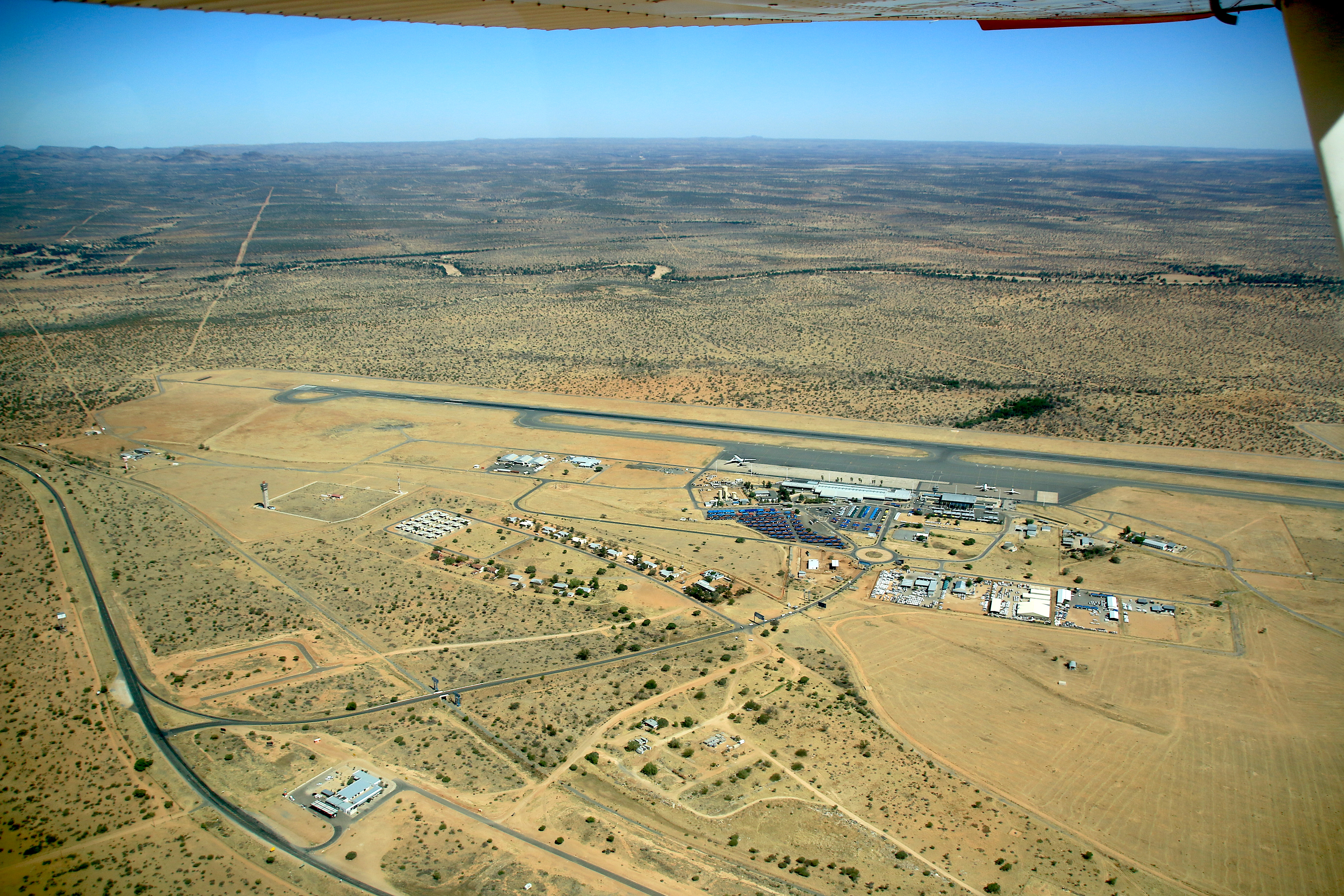
Вид на аэропорт с высоты птичьего полёта.

Международный аэропорт имени Хосеа Кутако (англ. Hosea Kutako International Airport, африк. Hosea Kutako Internasionale Lughawe, нем. Internationaler Flughafen Hosea Kutako) (ИАТА: WDH, ИКАО: FYWH) — международный аэропорт в Намибии, расположенный в 45 км к востоку от центра Виндхука. Является крупнейшим международным аэропортом страны. С момента открытия в 1965 году до провозглашения независимости Намибии в 1990 году он носил имя премьер-министра ЮАС Йоханнеса Стрейдома. В 1990 году аэропорту было присвоено имя национального героя Намибии Хосеа Кутако.

## История
Аэропорт был открыт в 1965 году во времена правления южноафриканской администрации и тогда носил имя Аэропорт имени Й.Г. Стрейдома националистического премьер-министра ЮАС. После обретения независимости в 1990 году он был переименован в международный аэропорт имени Хосеа Кутако.
До 2021 года аэропорт был основным хабом авиакомпании Air Namibia. До недавнего времени отсутствие прямых международных рейсов в Виндхук вынуждало пассажиров совершать пересадку в аэропортах Йоханнесбурга или Кейптауна, что приводило к дополнительным расходам на транзитную визу и увеличению времени в пути. Еженедельно между Виндхуком и Йоханнесбургом выполняется около 46 прямых рейсов. Menzies Aviation, международная компания, зарегистрированная в Великобритании, получила право на наземное обслуживание в аэропорту в ноябре 2013 года, однако контракт с ней был разорван в августе 2023 года из-за длительной судебной тяжбы с Namibia Airports Company. Вскоре после этого наземное обслуживание было передано компания Paragon. В ноябре 2014 Condor Airlines начала рейсы между Франкфуртом и Виндхуком. С 2016 года в Виндхук начали летать Qatar Airways, KLM Royal Dutch Airlines и Ethiopian Airlines. В июля 2017 года немецкая бюджетная авиакомпания Eurowings начала выполнять рейсы из аэропорта Кёльн/Бонн раз в две недели. Однако, стремясь оптимизировать свои дальнемагистральные перевозки в сезоне 2019 года, авиакомпания решила прекратить рейсы из Кёльна и Мюнхена в Виндхук. Однако, с июля 2022 года Eurowings Discover возобновила ежедневные рейсы в столицу Намибии, а также ежедневные двойные рейсы 3 раза в неделю, в Виктория-Фолс и обратно. По состоянию на октябрь 2017 года в аэропорту еженедельно отправлялись и приземлялись около 315 рейсов. В августе 2017 года Air Namibia получила право на грузовые и пассажирские перевозки между Виндхуком, Лагосом, и Аккрой. Эти рейсы были отменены авиакомпанией в мае 2019 года. С 1 апреля 2018 года Westair Aviation начала регулярные рейсы из аэропорта Виндхук-Эрос. В марте 2018 года в аэропорту приземлился первый в Африке Boeing 787-9 Dreamliner, принадлежащий Ethiopian Airlines. Из-за характеристик полета и встречного ветра в марте 2019 года Airlink решила перенести свою техническую базу в Виндхуке в аэропорт Уолфиш-Бей, что позволило бы разместить больше пассажиров на последнем этапе до аэропорта острова Святой Елены. С начала марта 2022 года FlyWestair, дочерняя компания частной компании Westair Aviation, ввела регулярные пассажирские рейсы между Виндхуком и Кейптауном.

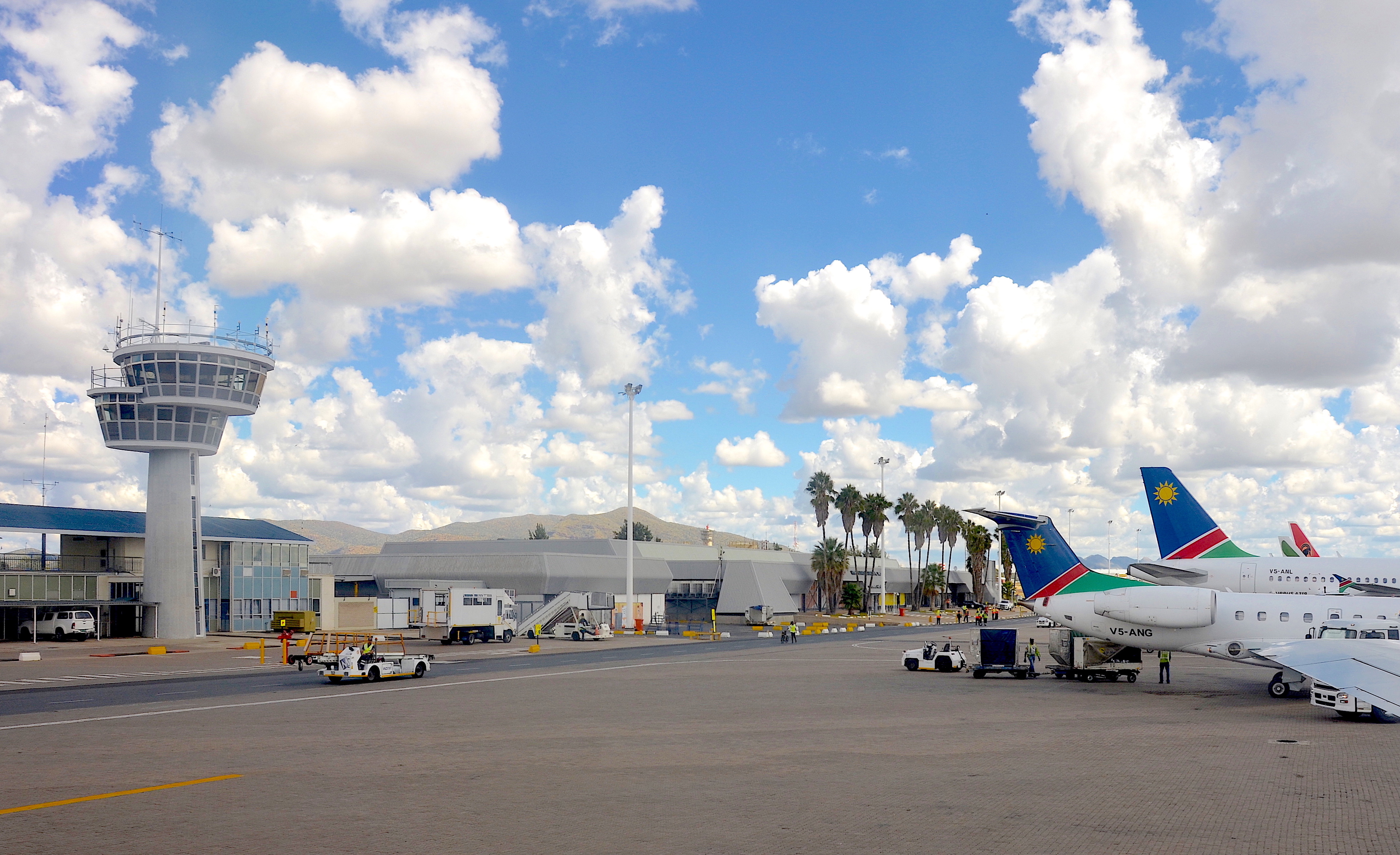
Вид на перрон аэропорта

В декабре 2017 года аэропорт принимал должностных лиц Международного совета аэропортов, администрации аэропорта Дублина, администрации аэропортов Южной Африки, Национального офиса аэропортов Марокко, администрации аэропортов Ганы и управления аэропортов Маврикия, с целью подтвердить заявление о программе экспертной оценки безопасности ACI APEX с Namibia Airports Company.
10 января 2018 года Управление гражданской авиации Намибии начало внедрение первой в Африке централизованной авиационной базы данных. Эта технология позволит планировщикам полетов работать одним нажатием кнопки с использованием различных мобильных устройств и соответствует требованиям Международной организации гражданской авиации. Kenya Airways в мае 2021 года подписала интерлайн-соглашение с южноафриканской авиакомпанией Airlink о перевозке пассажиров из Найроби через Йоханнесбург и Кейптаун в Виндхук.
В 2016 году аэропорт обслужил 1 574 148 пассажиров.
Хотя аэропорт является основными воротами для международных рейсов в Намибию и из Намибии, лишь немногие внутренние рейсы отправляются из международного аэропорта Хосеа Кутако, поскольку они в основном обслуживаются в меньшем аэропорту Эрос, расположенном примерно в 4,7 км к югу от центрального делового района Виндхука. В сентябре 2019 года UPS Airlines объявила, что добавляет Виндхук в свою глобальную сеть авиаперевозок.
Аэропорт управляется компанией Namibia Airports Company.
11 февраля 2021, Air Namibia, у которая базировалась в аэропорту, прекратила свою деятельность.
В ноябре 2021 года Westair Namibia, материнская компания FlyWestair, взяла на себя рейсы FlyNamibia.
В июле 2022 года танзанийская авиакомпания Air Tanzania объявила о планах начать рейсы из Дар-эс-Салама в столицу Намибии, в то время как CemAir, бюджетный южноафриканский авиаперевозчик, рассматривает возможность открытия маршрута из Йоханнесбурга в Виндхук с 14 рейсами в неделю. В декабре 2022 года South African Airways возобновила свои полеты между Йоханнесбургом и Виндхуком, впервые после пандемии COVID-19. В октябре 2022 года FlySafair успешно согласовала новый маршрут между Кейптауном и Виндхуком. В феврале 2023 года авиакомпания получила разрешение на открытие рейсов Йоханнесбург-Виндхук, которые начнутся в третьем квартале 2023 года.

## Инфраструктура

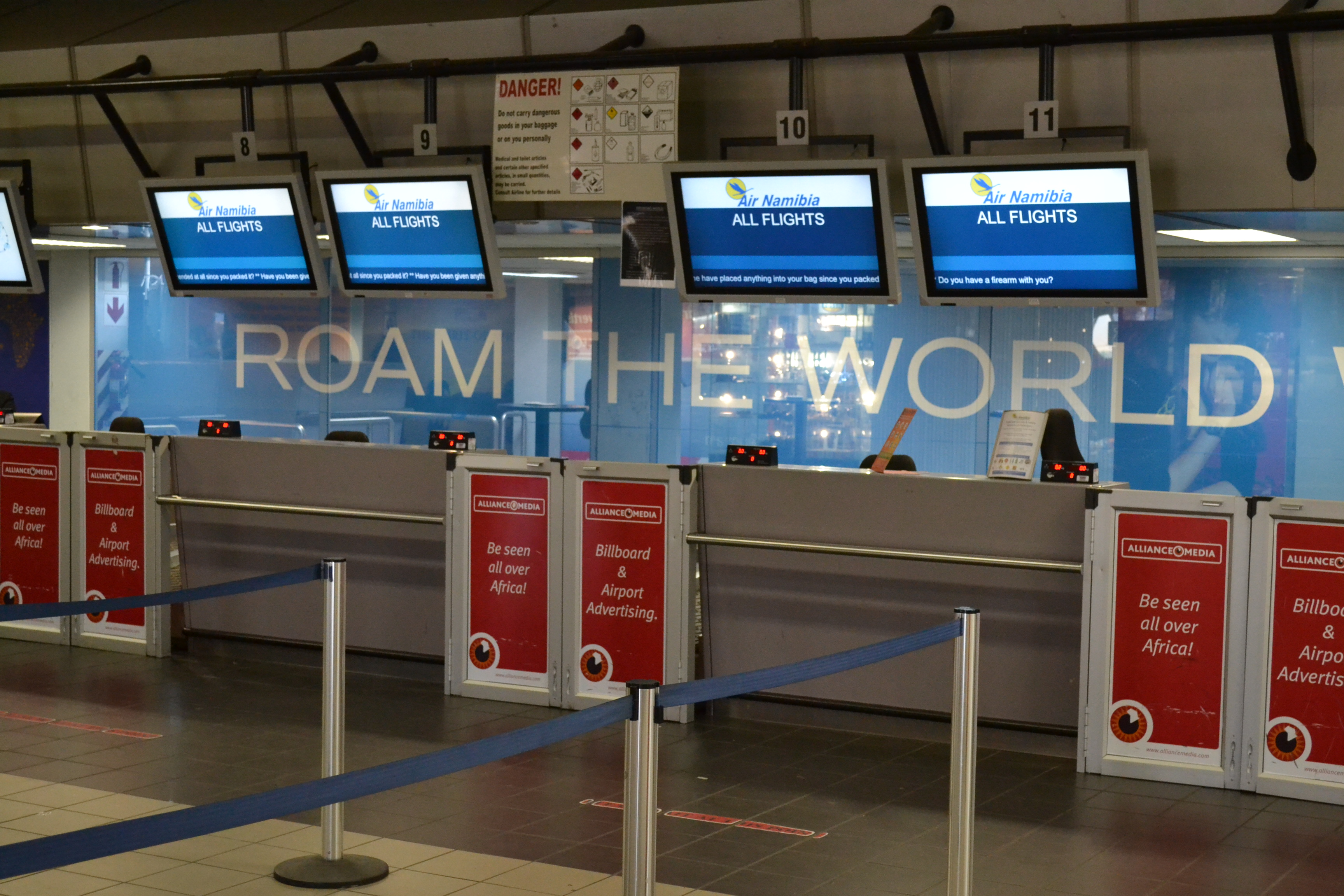
Зона регистрации.

Несмотря на то, что в аэропорту функционирует мало сервисов, недалеко строится бизнес-парк «Sungate Namibia», в котором будут работать пункты проката автомобилей, авиакейтеринг, стоянка для грузовиков и пункт обмена валюты. В здании терминала были недавно отремонтированы ресторан, магазины беспошлинной торговли, пункты возврата налогов и общественная парковка. В феврале 2014 года компания Namibia Airports Company приобрела 11 пожарных машин, из которых 2 закреплены за аэропортом. Это увеличение превышает требования стандартов безопасности Международной организации гражданской авиации. В ресторане и зоне беспошлинной торговли доступен бесплатный Wi-Fi.
В сентябре 2016 года в аэропорту был открыт бизнес-зал «Амуше» площадью 214 квадратных метров и, способный комфортно разместить одновременно 55 пассажиров.

### Расширение

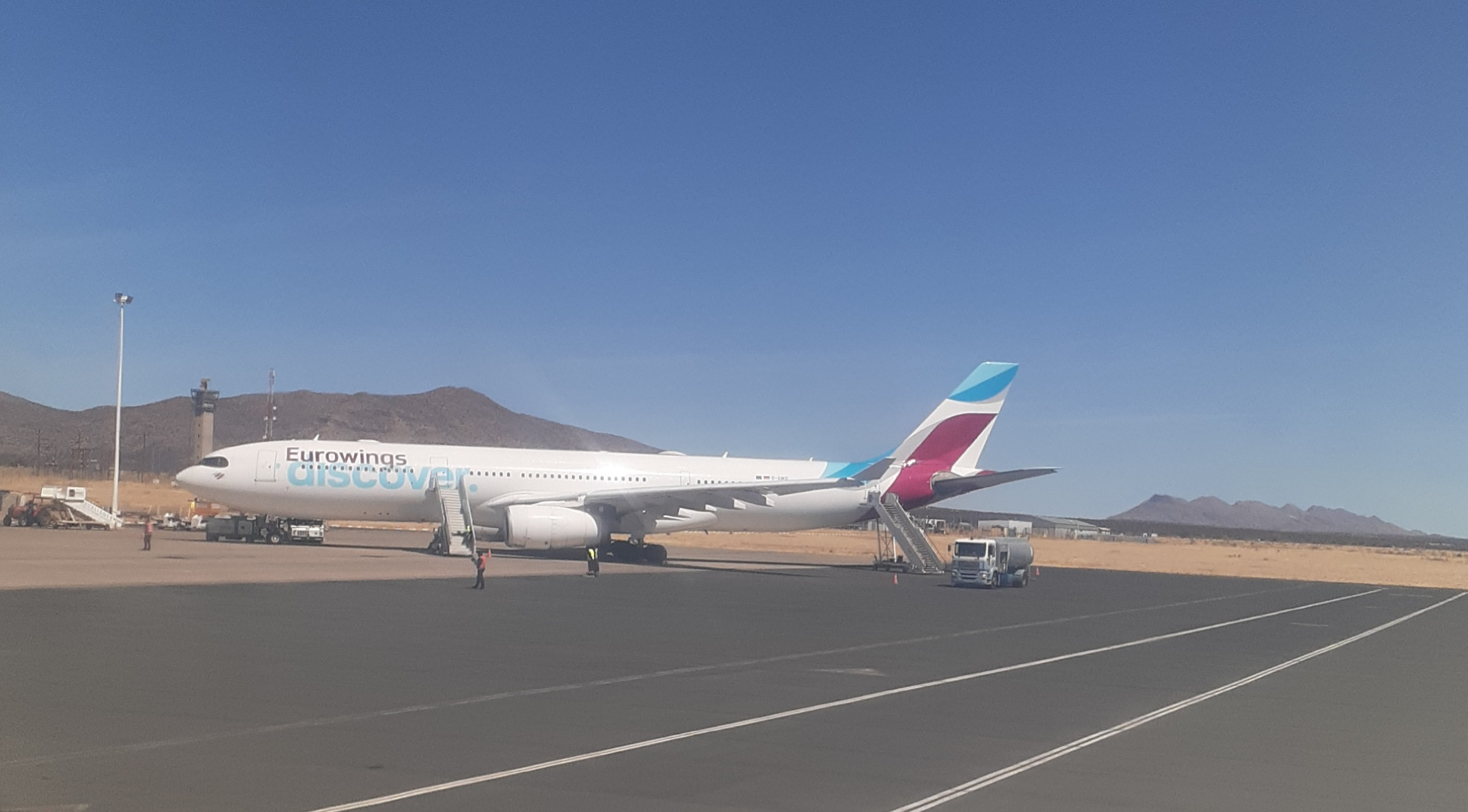
Самолёт Eurowings Discover на перроне аэропорта.

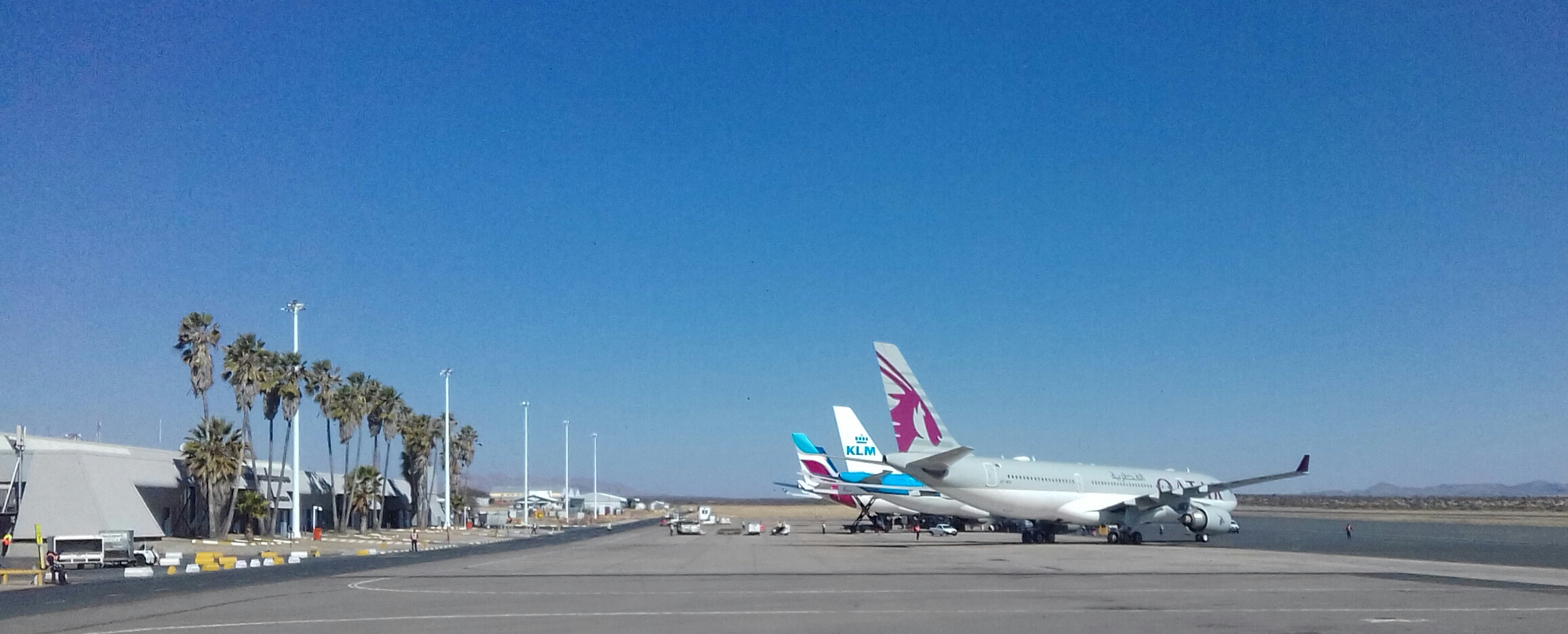
Самолёты KLM и Qatar Airways в аэропорту.

Namibia Airports Company находится на стадии планирования новой взлётно-посадочной полосы категории 4F. Её строительство позволит принимать широкофюзеляжные самолеты с кодом F. Проект также будет включать в себя новые рулежные дорожки и перроны. NAC также планирует строительство нового здания терминала, диспетчерской вышки и пожарной части. В ноябре 2017 года правительство Намибии и заместитель министра коммерции Китая Цянь Кеминг подписали соглашение об экономическом и техническом сотрудничестве, в соответствии с которым Китай предложит кредит на сумму около 30 миллионов долларов США за 78 километровый отрезок дороги с двусторонним движением общей стоимостью 900 миллионов намибийских долларов, соединяющий аэропорт и Виндхук. В мае 2018 года представитель Namibia Airports Company объявил, что зал прибытия и регистрации, зона обработки багажа и пункт досмотра будут улучшены. В связи с увеличением трафика в аэропортах приоритетом стала необходимость в новом терминале, взлетно-посадочной полосе и перроне. В сентябре 2019 года местный строительный подрядчик Nexus Building Contractor инициировал проект по уменьшению заторов на пути к аэропорту. Этот проект стоимостью 250 миллионов намибийских долларов направлен на удвоение пропускной способности для приема возросшего числа пассажиров до 2030 года. Проект также включает строительство нового зала прибытия, расширение нынешнего зала вылета и увеличение количества пунктов досмотра.

## Авиакомпании и направления

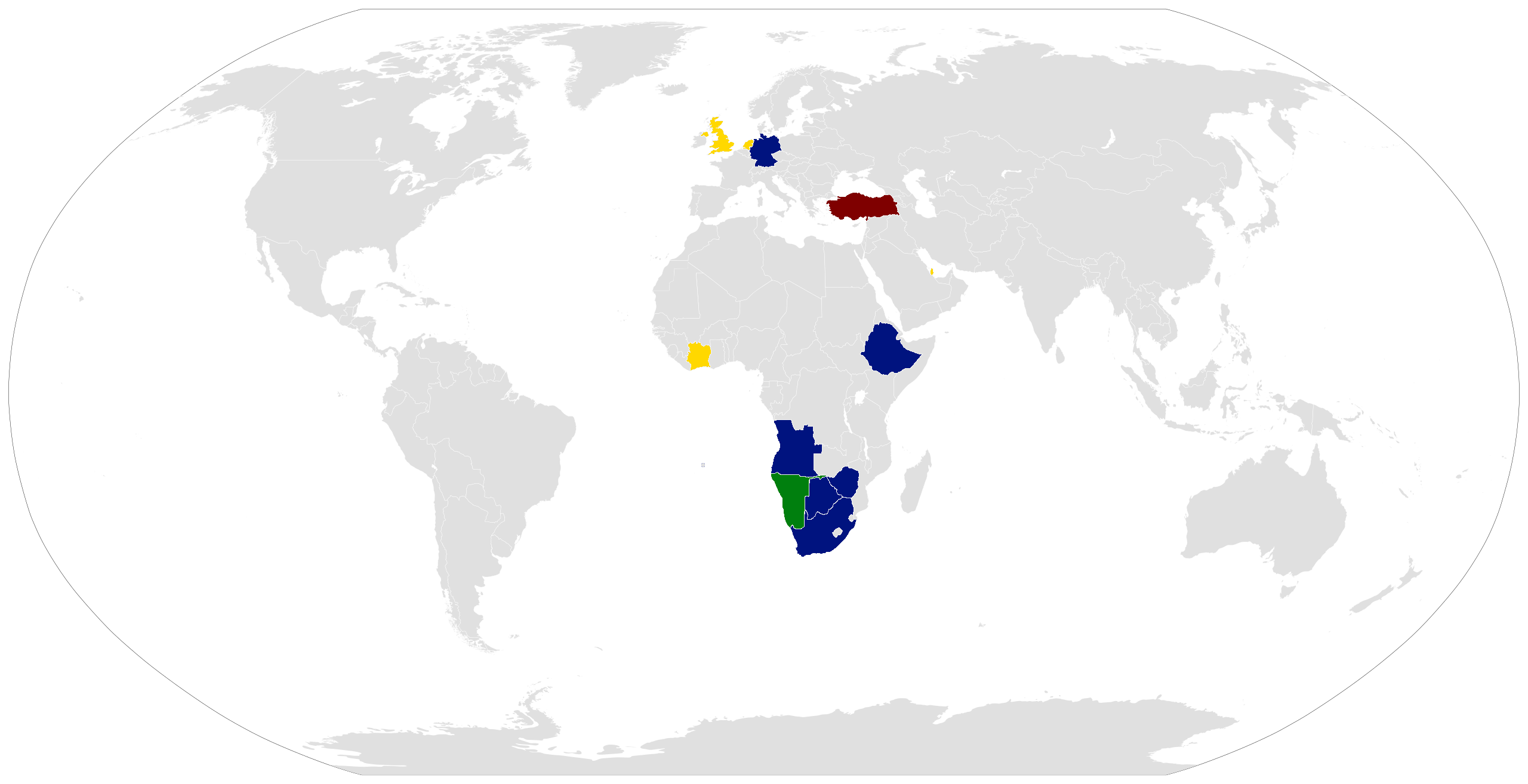
Страны куда выполняются (синий) и запланированы (красный) рейсы из аэропорта Виндхука (август 2023).

Следующие авиакомпании выполняют регулярные и чартерные рейсы из аэропорта Виндхука:

### Пассажирские
↑ Часть рейсов Discover Airlines из Виндхука во Франкфурт совершают остановку в Виктория-Фолс. Авиакомпания имеет права на перевозку пассажиров только между Виндхуком и Виктория-Фолс.

## Статистика
Данные из запроса в Викиданные.
| Год  | Воздушное движение | Пассажиропоток |
| ---- | ------------------ | -------------- |
| 2003 | 6245               | 251.715        |
| 2004 | 6823 ▲             | 258.301 ▲      |
| 2005 | 14.259 ▲           | 564.310 ▲      |
| 2006 | 14.822 ▲           | 637.247 ▲      |
| 2007 | 16.329 ▲           | 693.671 ▲      |
| 2008 | 17.049 ▲           | 715.511 ▲      |
| 2009 | 15.590 ▼           | 681.317 ▼      |
| 2010 | 14.978 ▼           | 681.817 ▼      |
| 2011 | 15.052 ▲           | 746.457 ▲      |
| 2012 | 17.514 ▲           | 815.087 ▲      |
| 2013 | 13.687 ▼           | 765.657 ▼      |
| 2014 | 14.371 ▲           | 794.780 ▲      |
| 2015 | 14.940 ▲           | 773.721 ▼      |
| 2016 | 14.563 ▼           | 809.442 ▲      |
| 2017 | 17.306 ▲           | 938.499 ▲      |
| 2018 | 18.110 ▲           | 1.037.794 ▲    |
| 2019 | 16.724 ▼           | 940.284 ▼      |
| 2020 | 4.955 ▼            | 198.350 ▼      |
| 2021 | 6.808 ▲            | 253.711 ▲      |
| 2022 | 11.392 ▲           | 594.878 ▲      |

Источник: Namibia Airports Company, февраль 2023.

## Наземный транспорт
Из аэропорта регулярно ходят чартеры до центра Виндхука.

## Авиакатастрофы и происшествия
- 20 апреля 1968 года: Boeing 707-344C авиакомпании South African Airways, выполнявший рейс 228 по маршруту Йоханнесбург — Виндхук — Луанда — Лас-Пальмас-де-Гран-Канария — Франкфурт-на-Майне — Лондон, врезался в землю в 5,3 км от аэропорта Виндхука. В следствии катастрофы из 128 человек, находившихся на борту, выжили только пятеро[66].
- 17 ноября 2010 года в аэропорту был обнаружен макет бомбы. Двумя днями позже полиция Намибии арестовала одного из своих сотрудников в качестве подозреваемого по этому делу[67][68]. Макет был произведен небольшой калифорнийской компанией, которая производит макеты бомб для учений. Он был обнаружен во время планового досмотра багажа[69]. Он не имел маркировки, поэтому изначально было неясно, представлял ли он опасность или нет[70].
- 29 января 2016 г. в аэропорту по неизвестным причинам разбился небольшой самолет Cessna. Пилот и два пассажира погибли. Самолет приближался к посадке после взлета из аэропорта Эрос[71].